# Mu'in al-Din Unur
Muʿīn al-Dīn Unur (ovvero Önör) al-Atābekī (... – 28 agosto 1149) è stato un condottiero e governante siriano, governò Damasco a metà del XII secolo.

## Origini
Muʿīn al-Dīn Unur (Önör) era all'inizio un mamelucco nell'esercito di Ṭoghtigīn, fondatore della dinastia Buride di Damasco. 
Quando ʿImād al-Dīn Zengī, atabeg di Aleppo, assediò Damasco nel 1135, fu Muʿīn al-Dīn il comandante militare cui fu assegnato il compito di difendere, come brillantemente fece, la città. 
In quello stesso anno, dopo l'assassinio di suo fratello Shams al-Mulūk Ismāʿīl il buride Shihāb al-Dīn Maḥmūd - figlio di Tāj al-Mulūk Bōrī - divenne Atābeg di Damasco fino al 1139.
Zengī levò l'assedio ponendolo invece a Homs (Ḥimṣ), ma Shihāb al-Dīn inviò subito Yūsuf ibn Fīrūz e Muʿīn al-Dīn Unur perché ne assumessero il governo, con Yūsuf in veste di luogotenente di Muʿīn al-Dīn.
Nel 1137 Muʿīn al-Dīn era ancora governatore di Ḥomṣ quando la città fu brevemente assediata da Zengī. Nel 1138, Shihāb al-Dīn Maḥmūd nominò Muʿīn al-Dīn Unur Isfahsallār (Comandante in capo). Più avanti, sempre nel 1138, Zengī negoziò un matrimonio fra se stesso e l'intrigante madre di Shihāb al-Dīn, Khatūn Safwat al-Mulk (che aveva fatto uccidere il fratello e predecessore di Shihāb al-Dīn sul trono di Damasco), e come contraccambio Zengī ricevette Ḥomṣ. A Muʿīn al-Dīn fu dato il castello di Baʿrin in sostituzione di Ḥomṣ.
Il 22 giugno 1139, Shihāb al-Dīn Maḥmūd fu assassinato a Damasco; Jamāl al-Dīn, emiro di Baalbek, fu prescelto per essere suo successore a Damasco e Muʿīn al-Dīn Unur fu nominato suo sostituto a Baalbek nel caso di assenza di quest'ultimo, tant'è vero che fu lui a occuparsi della difesa di Baalbek quando Zengī sopraggiunse per vendicare l'assassinio del figliastro. Zengī assediò Baalbek con 14 catapulte e la città dovette capitolare.

## Governatore di Damasco

Stati latini d'Oriente nel 1135

Nel 1140 Jamāl al-Dīn morì e Muʿīn al-Dīn Unur continuò a governare come reggente per il figlio di Jamāl al-Dīn, Mujīr al-Dīn. 
Quando in quell'anno Zengī si mise in marcia in direzione di Damasco, Muʿīn al-Dīn Unur pensò che l'unica via per evitare la caduta della città fosse quella di allearsi con i Crociati del Regno di Gerusalemme. Inviò quindi nella Città Santa il signore di Shayzar, Usāma b. Munqidh e tramite la sua opera si giunse a un accordo con Re Folco di Gerusalemme, in base al quale - grazie al fatto che la discesa in campo dell'esercito crociato gerosolimitano e di quello antiocheno comandato da Principe Raimondo di Antiochia avrebbe senz'altro costretto Zengī a rinunciare a prendere Damasco - Folco avrebbe ottenuto la città costiera siriana di Banyas oltre a una somma mensile 20.000 monete d'oro per ricompensare lo sforzo dei guerrieri crociati. Quando Banyās fu da lui conquistata, Muʿīn al-Dīn Unur consegnò lealmente la città a Folco e tornò a Damasco.
Re Folco morì nel 1143 e Zengī fu assassinato nel 1146. A lui succedettero i figli Sayf al-Din Ghazi I a Mosul e Nur al-Din ad Aleppo, e Muʿīn al-Dīn approfittò della favorevole congiuntura per assediare Baalbek, il cui governatore, Najm al-Dīn Ayyūb, padre di Saladino, si arrese dsenza combattere, vista la sproporzione delle forze schierate.  Muʿīn al-Dīn Unur rafforzò anche il proprio controllo di Homs e di Ḥamā, e consegnò Yarankash a Norandino, dopo che l'assassino di Zengī aveva cercato rifugio a Damasco. In tal modo cercò di avviare migliori e più pacifiche relazioni con il signore zengide di Aleppo.
Muʿīn al-Dīn fu sempre giustamente sospettoso nei confronti di Norandino, ma faceva parte del suo modo di far politica rimanere in cordiali rapporti coi suoi vicini, quando possibile, fossero essi cristiani o musulmani. Nel 1147 Nūr al-Dīn e Muʿīn al-Dīn Unur negoziarono un'alleanza, chiosata dal matrimonio dello stesso Norandino con la figlia di Muʿīn al-Dīn, Ismat al-Din Khatun. Stabilita la pace con Aleppo, Muʿīn al-Dīn Unur pensò di assediare Salkhad e Bosra, dopo che il loro governatore, Altuntash, s'era alleato con Gerusalemme contro di lui. Il fatto provocò la rottura del trattato di Damasco con Gerusalemme, forzando Muʿīn al-Dīn a richiedere l'aiuto di Norandino. Nūr al-Dīn arrivò con il suo esercito di Aleppo e i Crociati furono forzati a ritirarsi; a quel punto Bosra e Sarkhad si arresero a Muʿīn al-Dīn Unur.
Nell'agosto del 1147 Muʿīn al-Dīn Unur fu formalmente riconosciuto come governatore di Damasco dal Califfo di Baghdad al-Muqtafi e dal Sultano selgiuchide di Masʿūd e fu anche formalmente riconosciuto dall'Imam fatimide d'Egitto, al-Hafiz.

## La Seconda Crociata

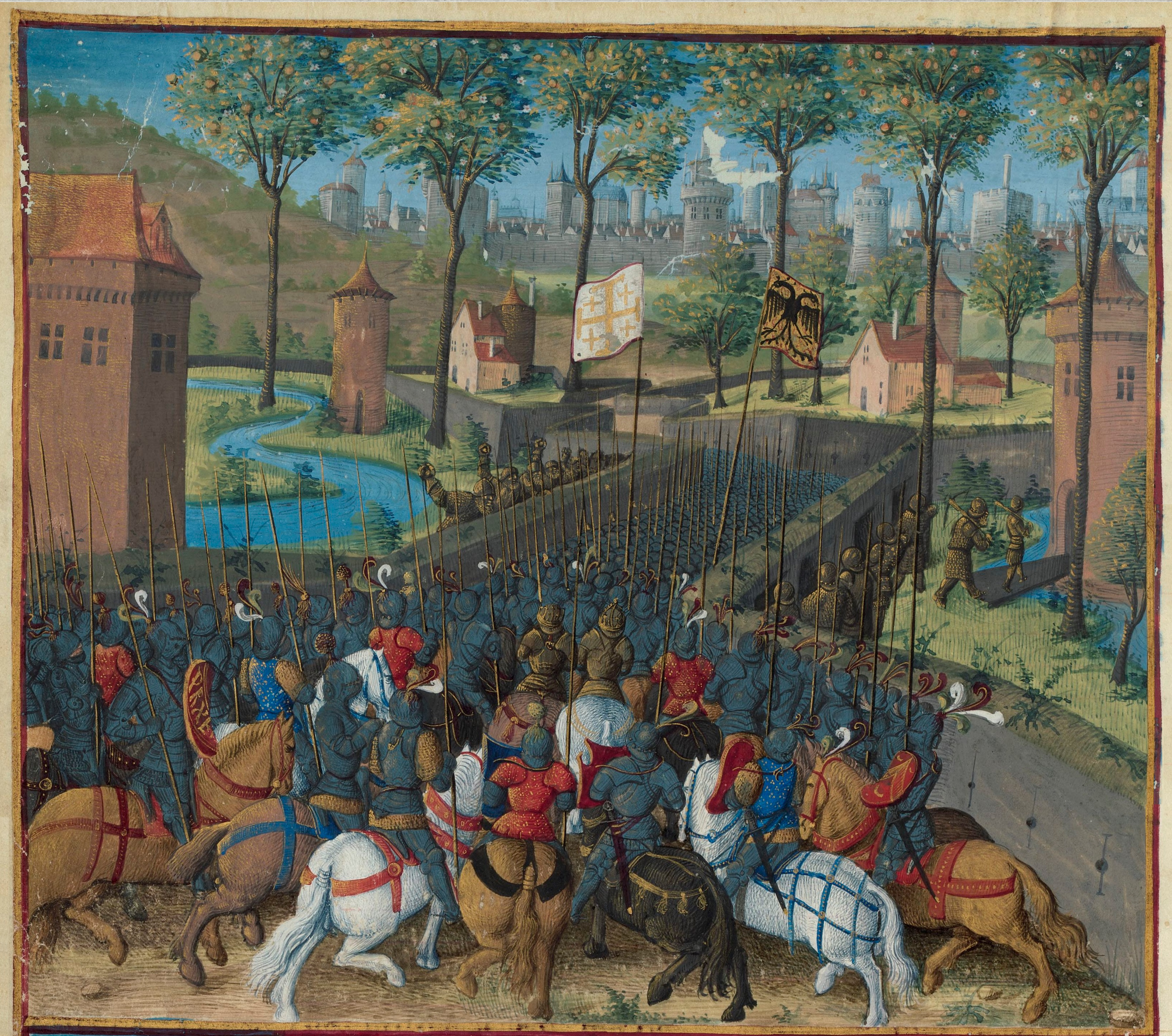
Seconda crociata

Nel 1148 giunsero a Damasco notizie sull'arrivo di una nuova Crociata, indetta per rispondere alla conquista da parte di Zengi di Edessa del 1145.
Muʿīn al-Dīn Unur si preparò a sostenere l'intuibile assedio, sebbene egli sperasse che la sua antica alleanza con Gerusalemme potesse essere rinnovata, mettendolo in salvo dall'attacco cristiano venuto d'oltremare e che i Crociati attaccassero anziché la sua città, altre signorie islamiche della regione siro-palestinese. Quando in luglio giunsero i Crociati, secondo lo storico musulmano Ibn al-Qalanisi, Muʿīn al-Dīn Unur "si distinse in combattimento contro di loro, mise in mostra un valore, una fermezza e un ardimento di cui non s'era visto prima il simile, non cessando nella sua azione di ripulsa, né concedendosi requie nella sua azione di combattimento contro di loro".
Muʿīn al-Dīn Unur riluttantemente chiese aiuto a Nūr al-Dīn e a Sayf al-Dīn Ghāzī di Mosul, il cui potere egli non aveva fin lì permesso si allungasse fino a Damasco e a sud di essa, e i Crociati si limitarono ad assediare per soli quattro giorni la città, limitandosi a percorrere la Ghuta per approvvigionarsi dei suoi frutti, prima infine di essere costretti da problemi logistici insuperabili ad abbandonare l'azione e ritirarsi. È possibile che Muʿīn al-Dīn Unur abbia corrotto i Crociati perché abbandonassero l'impresa prima dell'arrivo di Nūr al-Dīn. Dopo questo indubbio successo strategico, i tre emiri si limitarono ad assediare congiuntamente il castello di Araima, nella Contea di Tripoli, ma Muʿīn al-Dīn fu comunque obbligato a riconoscere Nūr al-Dīn come suo signore.
Nel 1149 Muʿīn al-Dīn Unur condusse alcune incursioni contro i territori crociati, in risposta ai loro precedenti raid portati all'interno del territorio di Damasco e che essi proseguirono a realizzare anche dopo il fallimento dell'assedio della città. Sottoscrisse una tregua biennale con Re Baldovino III, e quindi si riunì a Nūr al-Dīn per attaccare il Principato di Antiochia. Muʿīn al-Dīn Unur percorse la regione del Hawran col suo esercito, mentre Nūr al-Dīn inflisse una dura sconfitta alle forze di Antiochia nella Battaglia d'Inab quell'anno stesso in cui il suo Principe Raimondo fu ucciso.

## Morte
Dopo il suo ritorno a Damasco nel luglio del 1149, Muʿīn al-Dīn Unur "mangiò un'abbondante quantità di carne, com'era sua abitudine, ma fu preso subito dopo da dolori viscerali... Da ciò ne risultò una malattia chiamata dissenteria...".  L'Emiro morì il 28 agosto e fu sepolto nell'Università che aveva edificato in città. Avendo operato come reggente per conto di Mujīr al-Dīn, questi prese legittimamente il suo posto a Damasco come erede del defunto padre Jamāl al-Dīn. Mujīr al-Dīn fu tuttavia un governante debole e dal 1154 Nūr al-Dīn assunse il pieno controllo della città e del resto della Siria.
Muʿīn al-Dīn ebbe tre figlie: una sposò Nūr al-Dīn, un'altra Mujīr al-Dīn e l'ultima un militare di nome Margar. Oltre al favorevole giudizio espresso dallo storico Ibn al-Qalanisi nei suoi confronti, anche il cronista cristiano Guglielmo di Tiro scrisse in termini estremamente lusinghieri di Muʿīn al-Dīn Unur: ne sottolineò la "leale sincerità" nei suoi negoziati col Regno di Gerusalemme e affermò che egli era "un uomo di grande saggezza e amico del suo popolo". Guglielmo di Tiro lo indica col nome di Meheneddin, anziché Muʿīn al-Dīn, e Anardus al posto di Unur.